# یواس‌اس سیلفیش (اس‌اس-۱۹۲)
یواس‌اس سیلفیش (اس‌اس-۱۹۲) (به انگلیسی: USS Sailfish (SS-192)) یک زیردریایی بود که طول آن ۳۱۰ فوت ۶ اینچ (۹۴٫۶۴ متر) بود. این زیردریایی در سال ۱۹۳۸ ساخته شد.